# Olympiakos Nicòsia
L'Olympiakos Nicòsia (en grec modern Ολυμπιακός Λευκωσίας, Olympiakos Lefkosias) és un club de futbol xipriota de la ciutat de Nicòsia.

## Història
El club va ser fundat el 1931. Fou membre fundador de la Federació de Xipre. En el seu palmarès destaquen tres lligues, una copa i una supercopa. Va viure la seva època daurada entre els anys 1962 i 1972. Juga a l'Estadi Neo GSP. En el passat va tenir seccions de basquetbol, voleibol, ciclisme i futbol sala.

## Palmarès

### Futbol
- Lliga xipriota de futbol (3): 1966-67, 1968-69, 1970-71
- Copa xipriota de futbol (1): 1977
- Supercopa xipriota de futbol (1): 1967

### Voleibol
- Lliga xipriota (2): 1974, 1976

## Jugadors
- Esad Razić
- Fernando Augusto de Abreu Ferreira